# Landlungenschnecken
Die Landlungenschnecken (Stylommatophora, griechisch für ‚Stielaugenträger‘) sind dauerhaft an Land lebende Vertreter der Lungenschnecken. Von den im Süßwasser lebenden Wasserlungenschnecken, die nur ein Paar Fühler besitzen, unterscheiden sie sich auffällig durch vier (zwei Paar) griffelförmige Fühler, von denen das hintere, längere Paar an der Spitze die Augen trägt.
Die Atmung erfolgt über Lungenhöhlen, deren Wände sehr gefäßreich sind. Die Landlungenschnecken brauchen zum Schutz vor Austrocknung einen besonderen Wasserhaushalt. Sie produzieren große Mengen Schleim, der vor übermäßiger Verdunstung schützt. Außerdem gibt häufig ein Gehäuse zusätzlichen Schutz. Nacktschnecken, bei denen das Gehäuse reduziert ist, vermeiden es, der Sonne ausgesetzt zu sein. Aber auch bei hohem Wasserverlust (50 bis 80 %) können Landlungenschnecken einige Tage überleben. Einige xerophile Arten mit dicken Kalkgehäusen sind sogar Wüstenbewohner.

## Bau

### Gehäuse

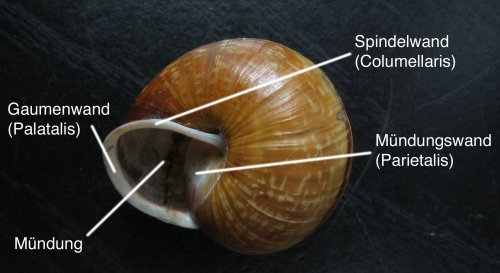
Aufbau eines Schneckengehäuses von unten

Wie die meisten Schnecken besitzen auch die  meisten Landlungenschnecken ein Gehäuse. Dieses bietet den Schnecken, neben dem bereits genannten Verdunstungsschutz, Schutz vor Gefahren und Kälte. Bei Gefahr zieht sich die Landlungenschnecke in ihr Gehäuse zurück. Da es keinen Deckel hat, wird die Öffnung mit einem Mantelwulst verschlossen. Bei längeren Perioden der Trockenheit oder der Kälte verschließen die Schnecken ihr Gehäuse mit einem Epiphragma (Kalkverschluss). Das Schneckengehäuse entspricht einem äußeren Skelett. Es wird bereits während der Entwicklung im Ei gebildet und besteht aus drei Schichten, der äußeren Konchiolinschicht, gefolgt von der Kalk- sowie der dritten, inneren Perlmutterschicht. Die Kalkschicht wird mittels besonderer Drüsen gebildet, die sich am Mantelrand (regulieren das Größenwachstum) sowie auf der Mantelfläche (regulieren das Dickenwachstum) befinden. Der Gehäuseeinbau geschieht in Form von Kalziumkarbonat. Ihre Schale ist schraubig eingerollt und selten zurückgebildet. In der letzten Windung des Schneckengehäuses, besonders in der Öffnung, befinden sich häufig Zähnchen und verschiedene Vertiefungen.

### Nacktschnecken

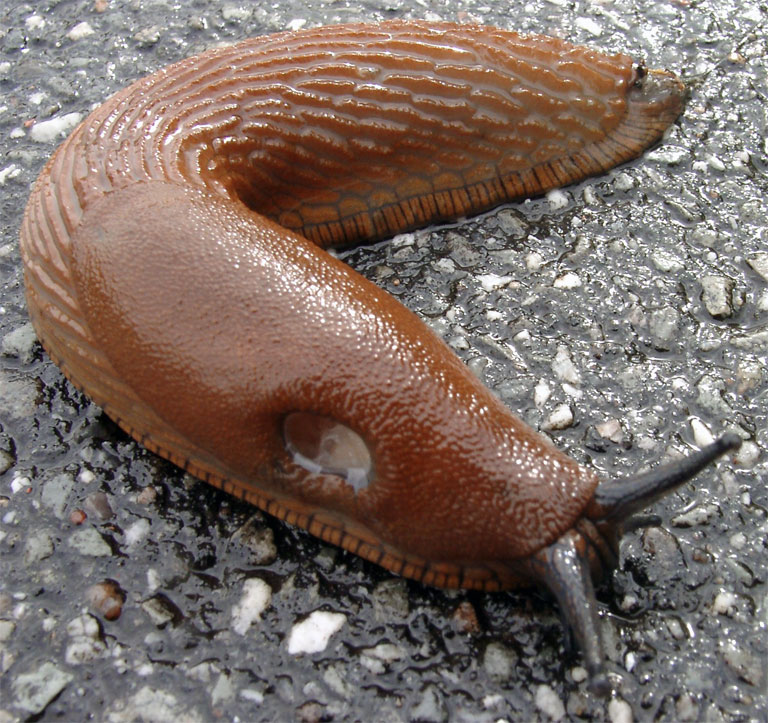
Die Rote Wegschnecke ist eine Nacktschnecke

Bei Nacktschnecken ist das Gehäuse zurückgebildet und häufig noch rudimentär vorhanden. Bei ihnen ist der Eingeweidesack reduziert, da die normalerweise darin befindlichen Organe sekundär wieder in den dorsal liegenden Teil des Kopffußes (Cephalopodium) einbezogen wurden. Wie die Atemöffnung liegt auch die Genitalöffnung bei Nacktschnecken stets rechts.
Durch den Verlust des Gehäuses errangen die Nacktschnecken vor allem eine größere Beweglichkeit.

## Fortpflanzung

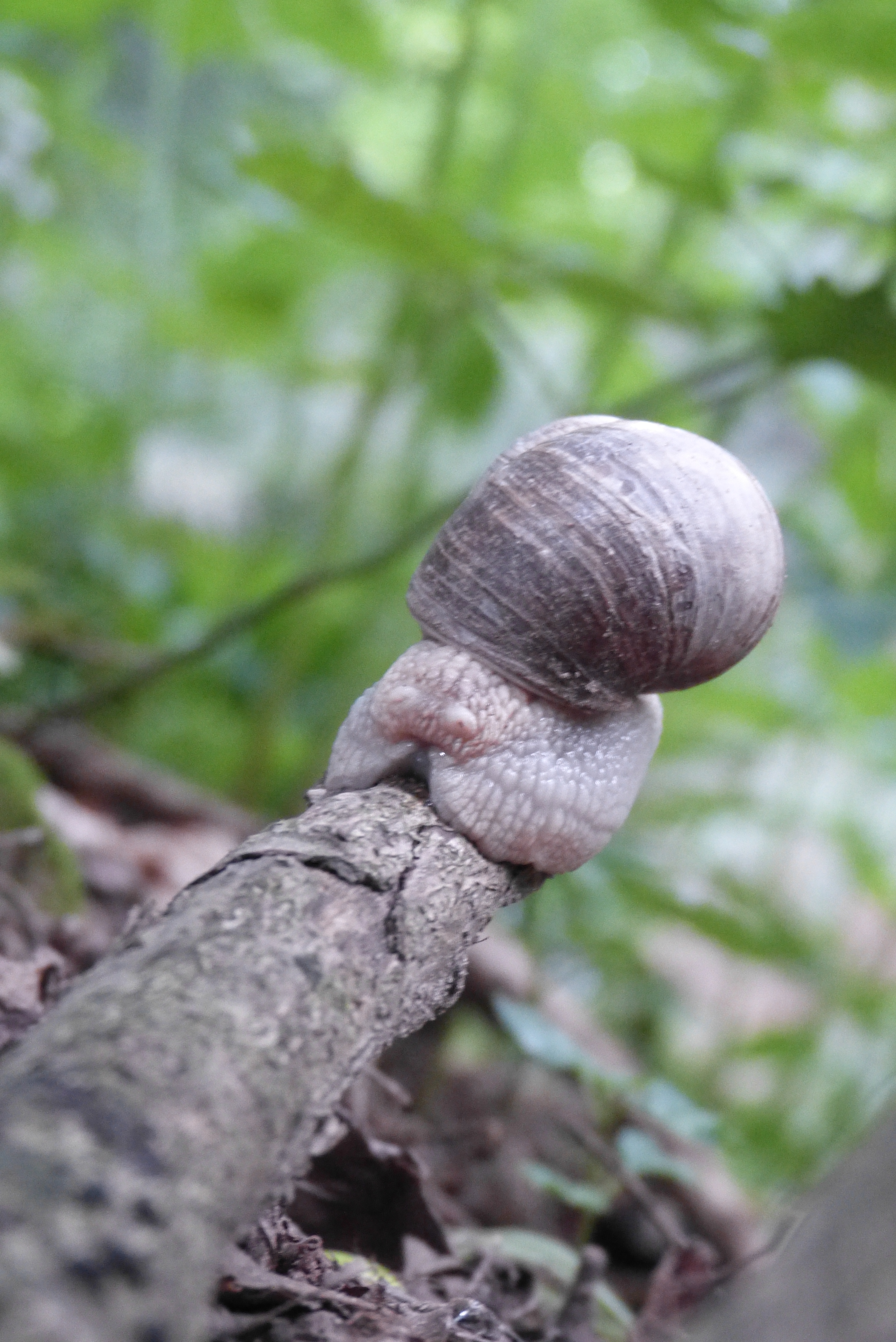
Weinbergschnecke mit eingezogenen Fühlern

Landlungenschnecken sind im Gegensatz zu den meisten anderen Schnecken Zwitter. Sie legen bis zu 70 Eier, aus denen nach einigen Wochen die jungen Schnecken schlüpfen.
Der Paarungsakt am Beispiel der Weinbergschnecke:
Erst betasten sich die Schnecken gegenseitig mit ihren Fühlern. Dann klettern sie aneinander hoch. Um das Gegenüber zu stimulieren, schießen die Schnecken ein 5 bis 10 mm langes Kalkstilett in dessen Sohle.
Der eigentliche Paarungsakt:
Das als Männchen fungierende Tier spritzt ein Samenpaket in die Geschlechtsöffnung des anderen. Jetzt trennen sich die Schnecken wieder. Nur selten findet eine Doppelbefruchtung statt. Dann werden in der Zwitterdrüse des „Weibchens“ Eizellen produziert (die „Männchen“ produzieren dort ihren Samen) und in Richtung Samenpaket geschickt. Jetzt werden die Eier befruchtet. Ein paar Tage später gräbt die Schnecke ein Loch in die Erde und legt die Eier dort hinein. 2–6 Wochen darauf schlüpfen kleine Schnecken aus diesen Eiern. Sie haben ein durchsichtiges Haus, da sie noch keinen Kalk anlagern konnten. Sie schlüpfen aus der Höhle und fangen an zu fressen. Nach etwa drei Jahren sind die Tiere geschlechtsreif.

## Paläontologie und Evolution
Neben einigen wenigen recht unsicheren älteren Funden am Ende des Paläozoikums, die vielleicht nur äußerliche Konvergenzbildungen darstellten, sowie vermuteten echten Stylommatophora am Ende der Jurazeit finden sich gesicherte fossile Vertreter verschiedener heutiger Familien der Stylommatophora ab der oberen Kreide (Coniacium, vor ca. 88 Millionen Jahren). Es handelt sich dabei offensichtlich um Vertreter der Familien der Streptaxidae, Camaenidae und Helminthoglyptidae. In der folgenden Stufe (dem Santonium, vor ca. 85 Millionen Jahren) folgen die Familien Subulinidae und Plectopylidae.

## Systematik
Nach neueren molekularbiologischen Untersuchungen von Wade, Mordan & Naggs (2006) sind die Stylommatophora monophyletisch. Sie enthalten nach Bouchet & Rocroi (2005) folgende Überfamilien und Familien:
- Unterordnung Landlungenschnecken (Stylommatophora) A. Schmidt, 1855
  - Überfamilie Succineoidea Beck, 1837 (= Heterurethra)
    - Familie Bernsteinschnecken (Succineidae) Beck, 1837

  - Überfamilie Athoracophoroidea P. Fischer, 1883 (= Tracheopulmonata)
    - Familie Athoracophoridae P. Fischer, 1883

  - Überfamilie Partuloidea Pilsbry, 1900
    - Familie Partulidae Pilsbry, 1900
    - Familie Draparnaudiidae Solem, 1962

  - Überfamilie Achatinelloidea Gulick, 1873
    - Familie Achatinellidae Gulick, 1873

  - Überfamilie Cochlicopoidea Pilsbry, 1900
    - Familie Glattschnecken (Cochlicopidae Pilsbry, 1900)
    - Familie Amastridae Pilsbry, 1910

  - Überfamilie Enoidea Woodward, 1903
    - Familie Vielfraßschnecken (Enidae Woodward, 1903)
      - Unterfamilie Buliminusinae Kobelt, 1880

    - Familie Cerastidae Wenz, 1923

  - Überfamilie Pupilloidea Turton, 1831
    - Familie Puppenschnecken (Pupillidae Turton, 1831)
    - Familie Argnidae Hudec, 1965
    - Familie Kornschnecken (Chondrinidae Steenberg, 1925)
    - Familie †Cylindrellinidae Zilch, 1959
    - Familie Lauriidae Steenberg, 1925
    - Familie Fässchenschnecken (Orculidae Pilsbry, 1918)
    - Familie Scheibenschnecken (Pleurodiscidae Wenz, 1923)
    - Familie Pyramidenschnecken (Pyramidulidae Kennard & Woodward, 1914)
    - Familie Spelaeoconchidae Wagner, 1928
    - Familie Spelaeodiscidae Steenberg, 1925
    - Familie Strobilopsidae Wenz, 1915
    - Familie Grasschnecken (Valloniidae Morse, 1864)
    - Familie Windelschnecken (Vertiginidae Fitzinger, 1833)

  - Überfamilie Clausilioidea Gray, 1855
    - Familie Schließmundschnecken (Clausiliidae Gray, 1855)
    - Familie †Anadromidae Wenz, 1940
    - Familie †Filholidae Wenz, 1923
    - Familie †Palaeostoidae Nordsieck, 1986

  - Überfamilie Orthalicoidea Albers-Martens, 1860
    - Familie Orthalicidae Albers-Martens, 1860
    - Familie Cerionidae Pilsbry, 1901
    - Familie Coelociontidae Iredale, 1937
    - Familie †Grangerellidae Russell, 1931
    - Familie Megaspiridae Pilsbry, 1904
    - Familie Placostylidae Pilsbry, 1946
    - Familie Urocoptidae Pilsbry, 1898

  - Überfamilie Achatinoidea Swainson, 1840
    - Familie Afrikanische Riesenschnecken Achatinidae Swainson, 1840
    - Familie Bodenschnecken (Cecilioididae Mörch, 1864 oder Ferussaciidae Bourguignat, 1883)
    - Familie Micractaeonidae Schileyko, 1999
    - Familie Ahlenschnecken (Subulinidae Fischer & Crosse, 1877)

  - Überfamilie Aillyoidea Baker, 1960
    - Familie Aillyidae Baker, 1960

  - Überfamilie Testacelloidea Gray, 1840
    - Familie Rucksackschnecken (Testacellidae Gray, 1840)
    - Familie Oleacinidae H. & A. Adams, 1855
    - Familie Spiraxidae Baker, 1939

  - Überfamilie Papillodermatoidea Wiktor, Martin & Castillejo, 1990
    - Familie Papillodermatidae Wiktor, Martin & Castillejo, 1990

  - Überfamilie Streptaxoidea J.E. Gray, 1806
    - Familie Streptaxidae J.E. Gray, 1806

  - Überfamilie Rhytidoidea Pilsbry, 1893
    - Familie Rhytididae Pilsbry, 1893
    - Familie Chlamydephoridae Cockerell, 1935
    - Familie Haplotrematidae Baker, 1925
    - Familie Scolodontidae Baker, 1925

  - Überfamilie Acavoidea Pilsbry, 1895
    - Familie Acavidae Pilsbry, 1895
    - Familie Caryodidae Connolly, 1915
    - Familie Dorcasiidae Connolly, 1915
    - Familie Macrocyclidae Thiele, 1926
    - Familie Megomphicidae Baker, 1930
    - Familie Strophocheilidae Pilsbry, 1902

  - Überfamilie Plectopyloidea Moellendorf, 1900
    - Familie Plectopylidae Moellendorf, 1900
    - Familie Corillidae Pilsbry, 1905
    - Familie Sculptariidae Degner, 1923

  - Überfamilie Punctoidea Morse, 1864
    - Familie Punktschnecken (Punctidae Morse, 1864)
    - Familie †Anastomopsidae Nordsieck, 1986
    - Familie Charopidae Hutton, 1884
    - Familie Cystopeltidae Cockerell, 1891
    - Familie Schüsselschnecken (Patulidae Tryon, 1866 = Discidae Thiele, 1931)
    - Familie Endodontidae Pilsbry, 1895
    - Familie Helicodiscidae Baker, 1927
    - Familie Oreohelicidae Pilsbry, 1939
    - Familie Thyrophorellidae Girard, 1895

  - Überfamilie Sagdoidea Pilsbry, 1895
    - Familie Sagdidae Pilsbry, 1895

  - Überfamilie Helicoidea Rafinesque, 1815
    - Familie Schnirkelschnecken (Helicidae Rafinesque, 1815)
    - Familie Strauchschnecken (Bradybaenidae Pilsbry, 1934)
    - Familie Camaenidae Pilsbry, 1895
    - Familie Cepolidae Ihering, 1909 (Name ist ungültig)
    - Familie Cochlicellidae Schileyko, 1972
    - Familie Elonidae Gittenberger, 1977
    - Familie Epiphragmophoridae Hoffmann, 1928
    - Familie Halolimnohelicidae Nordsieck, 1986
    - Familie Riemenschnecken (Helicodontidae Kobelt, 1904)
    - Familie Helminthoglyptidae Pilsbry, 1939
    - Familie Humboldtianidae Pilsbry, 1939
    - Familie Laubschnecken (Hygromiidae Tryon, 1866)
      -         - Tribus Heideschnecken (Helicellini Ihering, 1909)

    - Familie Monadeniidae Nordsieck, 1987
    - Familie Pleurodontidae Ihering, 1912
    - Familie Polygyridae Pilsbry, 1894
    - Familie Sphincterochilidae Zilch, 1960
    - Familie Thysanophoridae Nordsieck, 1987

  - Überfamilie Xanthonychoidea Strebel & Pfeffer, 1879[3]
    - Familie Xanthonychidae Strebel & Pfeffer, 1879
    - Familie Echinichidae Thompson & Naranjo-García, 2012[3]

  - Überfamilie Gastrodontoidea Tryon, 1866
    - Familie Staffordiidae Thiele, 1931
    - Familie Dolchschnecken (Gastrodontidae Tryon, 1866)
    - Familie Glanzschnecken (Oxychilidae Hesse, 1927)
      - Unterfamilie Daudebardien (Daudebardiinae, Kobelt, 1906)

    - Familie Kristallschnecken (Pristilomatidae Cockerell, 1891)

  - Überfamilie Trochomorphoidea Möllendorff, 1890
    - Familie Chronidae Thiele, 1931
    - Familie Kegelchen (Euconulidae Baker, 1928)
    - Familie Trochomorphidae Möllendorff, 1890

  - Überfamilie Parmacelloidea Fischer, 1856
    - Familie Mantelschnegel Parmacellidae Fischer, 1856
    - Familie Kielschnegel (Milacidae Ellis, 1926)
    - Familie Trigonochlamydidae Hesse, 1882

  - Überfamilie Zonitoidea Mörch, 1864
    - Familie Riesenglanzschnecken (Zonitidae Mörch, 1864)

  - Überfamilie Helicarionoidea Bourguignat, 1877
    - Familie Helicarionidae Bourguignat, 1877
    - Familie Ariophantidae Godwin-Austen, 1888
    - Familie Urocyclidae Simroth, 1889

  - Überfamilie Limacoidea Rafinesque-Schmaltz, 1815
    - Familie Schnegel (Limacidae Rafinesque-Schmaltz, 1815)
    - Familie Ackerschnecken (Agriolimacidae Wagner, 1935)
    - Familie Wurmschnegel (Boettgerillidae van Goethem, 1972)
    - Familie Glasschnecken (Vitrinidae Fitzinger, 1833)

  - Überfamilie Arionoidea Gray, 1840
    - Familie Wegschnecken (Arionidae Gray, 1840)
    - Familie Anadenidae Pilsbry, 1948
    - Familie Ariolimacidae Pilsbry & Vanatta, 1898
    - Familie Binneyidae Cockerell, 1891
    - Familie Oopeltidae Cockerell, 1891
    - Familie Philomycidae Gray, 1847